# Лялькова людина
«Лялькова людина» (англ. Dollman) — американський фантастичний бойовик 1991 року.

## Сюжет
Суворий і нещадний поліцейський, з планети Артурус, Брік пускається на космічному кораблі в погоню за своїм суперником, бандитом, у якого залишилася тільки голова. Частину тіла Брік знищив. Поліцейський потрапляє в енергетичне поле і зазнає аварії в Південному Бронксі. Його зріст виявляється всього 13 дюймів у висоту. Порівняно з людьми, він — справжній ліліпут. Єдина річ, яку ненавидить Брік — це злочини і виродки, які вчиняють їх. Потворні торговці наркотиками, виробники героїну, звідники і сутенери, повії і неонацисти, просто кретини стають його жертвами. Бріка ранить грабіжник, а бандит — «голова» потрапляє в місцеву банду. Але Бріка виходжує жінка, що живе зі своїм сином. Через деякий час жінку викрадає група панкообразних виродків, які тероризують довколишню місцевість. Брік вирішує навести лад на чужій йому планеті.

## У ролях
- Тім Томерсон — Брік Бардо
- Джекі Ерл Хейлі — Брекстон Ред
- Камала Лопес-Даусон — Дебі Алехандро
- Умберто Ортіз — Кевін Алехандро
- Ніколас Гест — Скайріш
- Джадд Омен — мер
- Майкл Халслі — Каллі
- Френк Даблдей — Клой
- Френк Коллісон — Спраг
- Вінсент Клін — Гектор
- Джон Дербін — Фішер
- Мерл Кеннеді — Марія
- Луіс Контрерас — Джексон
- Юджин Роберт Глейзер — капітан Шуллер
- Річард ДеСісто — Армбрюсер
- Джон Істмен — Вік
- Крістіан Гузек — Джеральд
- Марія Строва — мати Джеральда
- Саманта Філліпс — Тіна
- Дайана Ортеллі — місіс Родрігес
- Гарі Крантц — Гомез
- Лоріенн Джеймісон — істерична повна дама
- Коуді Бюргер — хлопець в пральні
- Джоді Кетлін — Бетті
- Тодд Екерт — офіцер 1
- Марк Брінглсон — телеведучий
- Бадді Деніелс — метеоролог